# Pyrrhura picta eisenmanni
Pyrrhura picta eisenmanni is een vogel uit de familie Psittacidae (papegaaien van Afrika en de Nieuwe Wereld).  Door BirdLife International wordt deze ondersoort als soort beschouwd met aparte vermelding op de Rode Lijst van de IUCN In het Engels heet de vogel Azuero parakeet (azueraparkiet). Het is een bedreigde, endemische vogelsoort in Panama.

## Kenmerken
De vogel is 22 cm lang. Het is een merendeels groene parkiet met een middellange staat met kastanjebruine veren. De vleugelveren zijn blauw, de borst heeft donkergrijze veren met roomkleurige uiteinden, daaronder is de buik donkerrood. Deze parkiet heeft een lichte ronde vlek op de wang en verder een roodgekleurde kop en slechts een klein beetje blauw achter op de nek en een voornamelijk bruin gekleurde kruin.

## Verspreiding en leefgebied
Deze parkiet is inheems in Panama op het schiereiland Azuero in de provincies Los Santos en het zuidoosten van Veraguas in het nationale park Cerro Hoya. Het leefgebied bestaat uit tropisch, natuurlijk bos op berghellingen tot op 1660 meter boven zeeniveau.

## Status
De azueraparkiet heeft een beperkt verspreidingsgebied en daardoor is de kans op uitsterven aanwezig. De grootte van de populatie werd in 2022 door BirdLife International geschat op 750 tot 6000 volwassen individuen en de populatie-aantallen nemen af door habitatverlies. Het leefgebied wordt aangetast door ontbossing waarbij natuurlijk bos wordt omgezet in gebied voor agrarisch gebruik. Verder wordt de vogel (illegaal) gevangen voor de handel. Om deze redenen staat deze soort als kwetsbaar op de Rode Lijst van de IUCN.
Er gelden beperkingen voor de handel in deze parkiet, want de soort staat in de Bijlage II van het CITES-verdrag.